# Dyfed
Dyfed [ˈdəvɛd] ist ein Preserved County und eine ehemalige Verwaltungsgrafschaft von Wales. Ein Preserved County in Wales umfasst den Zuständigkeitsbereich der zeremoniellen Ämter Lord Lieutenant und High Sheriff. Der Name Dyfed bezieht sich auf eines der alten keltischen Königreiche in Wales vor der Unterwerfung durch Wilhelm den Eroberer.

## Geschichte
Der Name Dyfeds ist auf den Stamm der Demetae zurückzuführen. Im Frühmittelalter war Dyfed ein selbständiges Königreich, dessen Könige sich irischer Abstammung (Déisi) rühmten. Zu Beginn des 16. Jahrhunderts starb die Königslinie aus und Dyfed wurde dem neuen Königreich Deheubarth einverleibt. Die sieben historischen Cantrefi Dyfeds, bevor es in Deheubarth aufging, waren Cemais, Pebidiog, Rhos, Penfro, Deugleddyf, Emlyn und Cantref Gwarthaf.
1974 wurde aus den Grafschaften Cardiganshire, Carmarthenshire und Pembrokeshire die neue Verwaltungsgrafschaft Dyfed gebildet und in sechs Districts eingeteilt. Seit der Verwaltungsreform von 1996 ist Dyfed keine Verwaltungsgrafschaft mehr, sondern ein Preserved County. Auf seinem Gebiet liegen heute drei Principal Areas, die weitgehend den traditionellen Grafschaften entsprechen:
- Carmarthenshire
- Ceredigion
- Pembrokeshire

Das heutige Dyfed erstreckt sich wesentlich weiter nach Norden und Osten als das alte Königreich.

## Mythologie
Im Ersten Zweig des Mabinogi, Pwyll Pendefig Dyfed („Pwyll, Fürst von Dyfed“), wird Pwyll als Herrscher über die sieben Cantrefi Dyfeds genannt.
Im Dritten Zweig, Manawydan fab Llŷr („Manawydan, der Sohn Llŷrs“), verheiratet Pryderi, Pwylls Sohn, seinen Kampfgefährten Manawydan mit seiner Mutter Rhiannon und überlässt ihm Dyfed, dessen Herrscher er nominell allerdings weiterhin bleibt. Gemeinsam wehren sie einen Schadzauber durch Gwawls Helfer Llwyd ap Cil Coed gegen ihr Land ab.
Im Vierten Zweig, Math fab Mathonwy („Math, der Sohn Mathonwys“), provoziert Gwydyon, der Neffe des Königs Math von Gwynedd, einen Krieg mit Pryderi, den er im Zweikampf erschlägt.